# Großer Preis von Katar 2021
Der Große Preis von Katar 2021 (offiziell Formula 1 Ooredoo Qatar Grand Prix 2021) fand am 21. November auf dem Losail International Circuit in Doha statt und war das 20. Rennen der Formel-1-Weltmeisterschaft 2021.

## Bericht

### Hintergründe
Nach dem Großen Preis von São Paulo führte Max Verstappen in der Fahrerwertung mit 14 Punkten vor Lewis Hamilton und mit 129,5 Punkten vor Valtteri Bottas. Bei noch drei verbleibenden Rennen hatten nur noch Verstappen und Hamilton Chancen auf den Fahrertitel. In der Konstrukteurswertung führte Mercedes mit 11 Punkten vor Red Bull Racing und mit 234 Punkten vor Ferrari.
Sergio Pérez (sieben), Sebastian Vettel, Nikita Masepin, Nicholas Latifi (jeweils sechs), Lando Norris, Lance Stroll (jeweils fünf), Bottas, Yuki Tsunoda (jeweils vier), Antonio Giovinazzi, Pierre Gasly (jeweils drei), Charles Leclerc, Kimi Räikkönen, Verstappen, Hamilton, Fernando Alonso (jeweils zwei), George Russell und Esteban Ocon (jeweils einer) gingen mit Strafpunkten ins Wochenende.
Da der Große Preis von Katar zum ersten Mal ausgetragen wurde, trat kein ehemaliger Sieger zu diesem Grand Prix an.
Als Rennkommissare für dieses Rennwochenende fungierten Garry Connelly (AUS), Tim Mayer (USA), Emanuele Pirro (ITA) und Amro Al Hamad (QAT).

### Training
Im ersten freien Training fuhr Verstappen mit 1:23,723 Minuten die Bestzeit vor Gasly und Bottas.
Im zweiten freien Training war Bottas mit einer Zeit von 1:23,148 Minuten Schnellster vor Gasly und Verstappen.
Im dritten freien Training fuhr Bottas mit 1:22,310 Minuten die Bestzeit vor Hamilton und Verstappen.

### Qualifying
Das Qualifying bestand aus drei Teilen mit einer Nettolaufzeit von 45 Minuten. Im ersten Qualifying-Segment (Q1) hatten die Fahrer 18 Minuten Zeit, um sich für das Rennen zu qualifizieren. Alle Fahrer, die im ersten Abschnitt eine Zeit erzielten, die maximal 107 Prozent der schnellsten Rundenzeit betrug, qualifizierten sich. Die besten 15 Fahrer erreichten den nächsten Teil. Hamilton war Schnellster, die Haas- und Alfa-Romeo-Piloten sowie Latifi schieden aus.
Der zweite Abschnitt (Q2) dauerte 15 Minuten. Die schnellsten zehn Piloten qualifizierten sich für den dritten Teil des Qualifyings. Hamilton war erneut Schnellster, Russell, Daniel Ricciardo, Leclerc, Stroll und Pérez schieden aus.
Der letzte Abschnitt (Q3) ging über eine Zeit von zwölf Minuten, in denen die ersten zehn Startpositionen vergeben wurden. Hamilton fuhr mit 1:20,827 Minuten die schnellste Zeit vor Verstappen und Bottas. Es war die 102. Pole-Position für Hamilton in der Formel-1-Weltmeisterschaft.
Am Sonntagmorgen wurden zwei Strafversetzungen vermeldet. Bottas wurde wegen Missachtens geschwenkter gelber Flaggen im dritten Qualifyingsegment um drei, Verstappen wegen Missachtens doppelt geschwenkter gelber Flaggen um fünf Startplätze nach hinten versetzt. Carlos Sainz jr. wurde ebenfalls untersucht, ging jedoch straffrei aus. Die Startaufstellung der Top 10 lautete nun: Hamilton, Gasly, Alonso, Norris, Sainz jr., Bottas, Verstappen, Tsunoda, Ocon, Vettel.

### Rennen
Hamilton gewann den Start, während Alonso Gasly überholte und Verstappen drei Plätze gut machte, wohingegen Bottas Plätze verlor und nun auf Platz elf lag. Hamilton zog sogleich davon und bereits in der fünften Runde war Verstappen auf den zweiten Platz vorgefahren. Die beiden bauten in der Folge ihren Vorsprung vor dem Rest des Feldes aus.
In Runde 17 bzw. 18 gingen die beiden an die Box zum Reifenwechsel. In Runde 34 zog sich Bottas, der auf einer Ein-Stopp-Strategie unterwegs war, einen Reifenschaden zu und landete im Kiesbett. Er schaffte es noch zur Box, musste aber in Runde 52 aufgeben. Aufgrund dieser Ereignisse wechselten Verstappen und Hamilton nochmals die Reifen, während Alonso weiter auf eine Ein-Stopp-Strategie setzte. In Runde 52 erwischte es außerdem Russell mit einem Reifenschaden und eine Runde später seinen Teamkollegen Latifi. Dieser schaffte es nicht mehr zur Box und blieb stehen. Nachdem es zunächst weder ein virtuelles Safety-Car, noch ein Safety-Car gegeben hatte, kam in Runde 55 doch noch das virtuelle Safety-Car raus. Verstappen stoppte nochmals, Hamilton verzichtete.
Hamilton gewann das Rennen vor Verstappen und Alonso. Es war der 102. Sieg für Hamilton in der Formel-1-Weltmeisterschaft. Alonso erzielte seine erste Podiumsplatzierung seit dem Großen Preis von Ungarn 2014. Die restlichen Punkteplatzierungen belegten Pérez, Ocon, Stroll, Sainz jr., Leclerc, Norris und Vettel. Verstappen erzielte die schnellste Rennrunde, wofür er einen zusätzlichen Punkt erhielt.
In der Fahrerwertung und der Konstrukteurswertung blieben die ersten drei Positionen unverändert.

## Meldeliste
| Team                            | Nr. | Fahrer             | Chassis                           | Motor                             | Reifen |
| ------------------------------- | --- | ------------------ | --------------------------------- | --------------------------------- | ------ |
| Mercedes-AMG Petronas F1 Team   | 44  | Lewis Hamilton     | Mercedes-AMG F1 W12 E Performance | Mercedes-AMG F1 M12 E Performance | P      |
| Mercedes-AMG Petronas F1 Team   | 77  | Valtteri Bottas    | Mercedes-AMG F1 W12 E Performance | Mercedes-AMG F1 M12 E Performance | P      |
| Red Bull Racing Honda           | 33  | Max Verstappen     | Red Bull Racing RB16B             | Honda RA621H                      | P      |
| Red Bull Racing Honda           | 11  | Sergio Pérez       | Red Bull Racing RB16B             | Honda RA621H                      | P      |
| McLaren F1 Team                 | 03  | Daniel Ricciardo   | McLaren MCL35M                    | Mercedes-AMG F1 M12 E Performance | P      |
| McLaren F1 Team                 | 04  | Lando Norris       | McLaren MCL35M                    | Mercedes-AMG F1 M12 E Performance | P      |
| Aston Martin Cognizant F1 Team  | 18  | Lance Stroll       | Aston Martin AMR21                | Mercedes-AMG F1 M12 E Performance | P      |
| Aston Martin Cognizant F1 Team  | 05  | Sebastian Vettel   | Aston Martin AMR21                | Mercedes-AMG F1 M12 E Performance | P      |
| Alpine F1 Team                  | 14  | Fernando Alonso    | Alpine A521                       | Renault E-Tech 20B                | P      |
| Alpine F1 Team                  | 31  | Esteban Ocon       | Alpine A521                       | Renault E-Tech 20B                | P      |
| Scuderia Ferrari Mission Winnow | 16  | Charles Leclerc    | Ferrari SF21                      | Ferrari 065/6                     | P      |
| Scuderia Ferrari Mission Winnow | 55  | Carlos Sainz jr.   | Ferrari SF21                      | Ferrari 065/6                     | P      |
| Scuderia AlphaTauri Honda       | 22  | Yuki Tsunoda       | AlphaTauri AT02                   | Honda RA621H                      | P      |
| Scuderia AlphaTauri Honda       | 10  | Pierre Gasly       | AlphaTauri AT02                   | Honda RA621H                      | P      |
| Alfa Romeo Racing Orlen         | 07  | Kimi Räikkönen     | Alfa Romeo Racing C41             | Ferrari 065/6                     | P      |
| Alfa Romeo Racing Orlen         | 99  | Antonio Giovinazzi | Alfa Romeo Racing C41             | Ferrari 065/6                     | P      |
| Uralkali Haas F1 Team           | 09  | Nikita Masepin     | Haas VF-21                        | Ferrari 065/6                     | P      |
| Uralkali Haas F1 Team           | 47  | Mick Schumacher    | Haas VF-21                        | Ferrari 065/6                     | P      |
| Williams Racing                 | 63  | George Russell     | Williams FW43B                    | Mercedes-AMG F1 M12 E Performance | P      |
| Williams Racing                 | 06  | Nicholas Latifi    | Williams FW43B                    | Mercedes-AMG F1 M12 E Performance | P      |

## Klassifikationen

### Qualifying
| Pos.                                                                      | Fahrer             | Konstrukteur              | Q1       | Q2       | Q3       | Start |
| ------------------------------------------------------------------------- | ------------------ | ------------------------- | -------- | -------- | -------- | ----- |
| 01                                                                        | Lewis Hamilton     | Mercedes                  | 1:21,901 | 1:21,682 | 1:20,827 | 01    |
| 02                                                                        | Max Verstappen     | Red Bull Racing-Honda     | 1:21,996 | 1:21,984 | 1:21,282 | 07    |
| 03                                                                        | Valtteri Bottas    | Mercedes                  | 1:22,016 | 1:21,991 | 1:21,478 | 06    |
| 04                                                                        | Pierre Gasly       | AlphaTauri-Honda          | 1:22,535 | 1:21,728 | 1:21,640 | 02    |
| 05                                                                        | Fernando Alonso    | Alpine-Renault            | 1:22,422 | 1:21,894 | 1:21,670 | 03    |
| 06                                                                        | Lando Norris       | McLaren-Mercedes          | 1:22,839 | 1:22,216 | 1:21,731 | 04    |
| 07                                                                        | Carlos Sainz jr.   | Ferrari                   | 1:22,304 | 1:22,241 | 1:21,840 | 05    |
| 08                                                                        | Yuki Tsunoda       | AlphaTauri-Honda          | 1:22,458 | 1:22,058 | 1:21,881 | 08    |
| 09                                                                        | Esteban Ocon       | Alpine-Renault            | 1:22,565 | 1:22,012 | 1:22,028 | 09    |
| 10                                                                        | Sebastian Vettel   | Aston Martin-Mercedes     | 1:22,549 | 1:22,146 | 1:22,785 | 10    |
| 11                                                                        | Sergio Pérez       | Red Bull Racing-Honda     | 1:22,398 | 1:22,346 | –        | 11    |
| 12                                                                        | Lance Stroll       | Aston Martin-Mercedes     | 1:22,551 | 1:22,460 | –        | 12    |
| 13                                                                        | Charles Leclerc    | Ferrari                   | 1:22,742 | 1:22,463 | –        | 13    |
| 14                                                                        | Daniel Ricciardo   | McLaren-Mercedes          | 1:22,688 | 1:22,597 | –        | 14    |
| 15                                                                        | George Russell     | Williams-Mercedes         | 1:22,863 | 1:22,756 | –        | 15    |
| 16                                                                        | Kimi Räikkönen     | Alfa Romeo Racing-Ferrari | 1:23,156 | –        | –        | 16    |
| 17                                                                        | Nicholas Latifi    | Williams-Mercedes         | 1:23,213 | –        | –        | 17    |
| 18                                                                        | Antonio Giovinazzi | Alfa Romeo Racing-Ferrari | 1:23,262 | –        | –        | 18    |
| 19                                                                        | Mick Schumacher    | Haas-Ferrari              | 1:23,407 | –        | –        | 19    |
| 20                                                                        | Nikita Masepin     | Haas-Ferrari              | 1:25,859 | –        | –        | 20    |
| 107-Prozent-Zeit: 1:27,634 min (bezogen auf Q1-Bestzeit von 1:21,901 min) |                    |                           |          |          |          |       |

Anmerkungen
1. ↑  Verstappen wurde wegen Missachtung doppelgelber Flaggen um fünf Startplätze nach hinten versetzt.
2. ↑  Bottas wurde wegen Missachtung gelber Flaggen um drei Startplätze nach hinten versetzt.

### Rennen
| Pos. | Fahrer             | Konstrukteur              | Runden | Stopps | Zeit        | Start | Schnellste Runde |
| ---- | ------------------ | ------------------------- | ------ | ------ | ----------- | ----- | ---------------- |
| 01   | Lewis Hamilton     | Mercedes                  | 57     | 2      | 1:24:28,471 | 01    | 1:25,084 (50.)   |
| 02   | Max Verstappen     | Red Bull Racing-Honda     | 57     | 3      | + 25,743    | 07    | 1:23,196 (57.)   |
| 03   | Fernando Alonso    | Alpine-Renault            | 57     | 1      | + 59,457    | 03    | 1:26,682 (48.)   |
| 04   | Sergio Pérez       | Red Bull Racing-Honda     | 57     | 2      | + 1:02,306  | 11    | 1:25,613 (49.)   |
| 05   | Esteban Ocon       | Alpine-Renault            | 57     | 1      | + 1:20,570  | 09    | 1:27,061 (46.)   |
| 06   | Lance Stroll       | Aston Martin-Mercedes     | 57     | 1      | + 1:21,274  | 12    | 1:27,356 (44.)   |
| 07   | Carlos Sainz jr.   | Ferrari                   | 57     | 1      | + 1:21,911  | 05    | 1:26,570 (46.)   |
| 08   | Charles Leclerc    | Ferrari                   | 57     | 1      | + 1:23,126  | 13    | 1:26,555 (46.)   |
| 09   | Lando Norris       | McLaren-Mercedes          | 56     | 2      | + 1 Runde   | 04    | 1:25,746 (51.)   |
| 10   | Sebastian Vettel   | Aston Martin-Mercedes     | 56     | 1      | + 1 Runde   | 10    | 1:26,434 (53.)   |
| 11   | Pierre Gasly       | AlphaTauri-Honda          | 56     | 2      | + 1 Runde   | 02    | 1:27,019 (46.)   |
| 12   | Daniel Ricciardo   | McLaren-Mercedes          | 56     | 1      | + 1 Runde   | 14    | 1:27,198 (50.)   |
| 13   | Yuki Tsunoda       | AlphaTauri-Honda          | 56     | 2      | + 1 Runde   | 08    | 1:27,043 (50.)   |
| 14   | Kimi Räikkönen     | Alfa Romeo Racing-Ferrari | 56     | 2      | + 1 Runde   | 16    | 1:26,358 (53.)   |
| 15   | Antonio Giovinazzi | Alfa Romeo Racing-Ferrari | 56     | 2      | + 1 Runde   | 18    | 1:27,823 (40.)   |
| 16   | Mick Schumacher    | Haas-Ferrari              | 56     | 1      | + 1 Runde   | 19    | 1:28,412 (46.)   |
| 17   | George Russell     | Williams-Mercedes         | 55     | 2      | + 2 Runden  | 15    | 1:25,768 (55.)   |
| 18   | Nikita Masepin     | Haas-Ferrari              | 55     | 1      | + 2 Runden  | 20    | 1:27,340 (55.)   |
| –    | Nicholas Latifi    | Williams-Mercedes         | 50     | 1      | DNF         | 17    | 1:28,732 (44.)   |
| –    | Valtteri Bottas    | Mercedes                  | 48     | 2      | DNF         | 06    | 1:27,246 (39.)   |

## WM-Stände nach  dem Rennen
Die ersten zehn des Rennens bekamen 25, 18, 15, 12, 10, 8, 6, 4, 2 bzw. 1 Punkt(e). Zusätzlich gab es einen Punkt für die schnellste Rennrunde, da der Fahrer unter den ersten Zehn landete.

### Fahrerwertung
| Pos. | Fahrer           | Konstrukteur          | Punkte |
| ---- | ---------------- | --------------------- | ------ |
| 01   | Max Verstappen   | Red Bull Racing-Honda | 351,5  |
| 02   | Lewis Hamilton   | Mercedes              | 343,5  |
| 03   | Valtteri Bottas  | Mercedes              | 203    |
| 04   | Sergio Pérez     | Red Bull Racing-Honda | 190    |
| 05   | Lando Norris     | McLaren-Mercedes      | 153    |
| 06   | Charles Leclerc  | Ferrari               | 152    |
| 07   | Carlos Sainz jr. | Ferrari               | 145,5  |
| 08   | Daniel Ricciardo | McLaren-Mercedes      | 105    |
| 09   | Pierre Gasly     | AlphaTauri-Honda      | 92     |
| 10   | Fernando Alonso  | Alpine-Renault        | 77     |
| 11   | Esteban Ocon     | Alpine-Renault        | 60     |

| Pos. | Fahrer             | Konstrukteur              | Punkte |
| ---- | ------------------ | ------------------------- | ------ |
| 12   | Sebastian Vettel   | Aston Martin-Mercedes     | 43     |
| 13   | Lance Stroll       | Aston Martin-Mercedes     | 34     |
| 14   | Yuki Tsunoda       | AlphaTauri-Honda          | 20     |
| 15   | George Russell     | Williams-Mercedes         | 16     |
| 16   | Kimi Räikkönen     | Alfa Romeo Racing-Ferrari | 10     |
| 17   | Nicholas Latifi    | Williams-Mercedes         | 7      |
| 18   | Antonio Giovinazzi | Alfa Romeo Racing-Ferrari | 1      |
| 19   | Mick Schumacher    | Haas-Ferrari              | 0      |
| 20   | Robert Kubica      | Alfa Romeo Racing-Ferrari | 0      |
| 21   | Nikita Masepin     | Haas-Ferrari              | 0      |

### Konstrukteurswertung
| Pos. | Konstrukteur          | Punkte |
| ---- | --------------------- | ------ |
| 1    | Mercedes              | 546,5  |
| 2    | Red Bull Racing-Honda | 541,5  |
| 3    | Ferrari               | 297,5  |
| 4    | McLaren-Mercedes      | 258    |
| 5    | Alpine-Renault        | 137    |

| Pos. | Konstrukteur              | Punkte |
| ---- | ------------------------- | ------ |
| 06   | AlphaTauri-Honda          | 112    |
| 07   | Aston Martin-Mercedes     | 77     |
| 08   | Williams-Mercedes         | 23     |
| 09   | Alfa Romeo Racing-Ferrari | 11     |
| 10   | Haas-Ferrari              | 0      |